# Joseph Plateau
Joseph Plateau (francès: Joseph Antoine Ferdinand Plateau)  (Brussel·les, 14 d'octubre de 1801 - Gant, 15 de setembre de 1883) fou un físic, òptic i matemàtic belga que va definir el principi de la persistència dels estímuls lluminosos a la retina i determinà que la seva duració era d'una dècima de segon. No obstant això, recalcà que aquest temps augmenta quan l'ull està adaptat a l'obscuritat. Aquest principi s'anomenà principi de la persistència retiniana.
El 1832 inventà el Fenaquistoscopi, un dels precursors del cinematògraf.

Fenaquistoscopi.

## Vida i Obra
Plateau nasqué el 14 d'octubre de 1801 a Brussel·les, quan aquesta ciutat pertanyia al departament de Dyle governat per la Primera República Francesa, i morí el 15 de setembre de 1883 a Gant, regne de Bèlgica. El seu pare era pintor i el seu desig era que el seu fill seguís el mateix camí. D'aquesta manera, a l'acabar els seus estudis, Plateau va ser enviat a l'Acadèmia Reial de Belles Arts de Brussel·les.
Quedà orfe als catorze anys. Un oncle seu, que era advocat, es va fer càrrec d'ell i els seus germans. A partir de 1817 va estudiar al Athenaeum de Brussel·les, on va tenir de professor Adolphe Quételet, amb qui mantindrà una forta relació tota la seva vida. i on va ser col·lega de Pierre François Verhulst. El 1822 ingressa a la universitat de Lieja on es gradua en lleis, seguint el desig del seu oncle; però anys més tard, el 1829, obté el seu doctorat en ciències.
Els primers interessos científics de Plateau va estar en l'òptica fisiològica i, concretament, en l'estudi de les sensacions provocades en l'ull humà per una font de llum mòbil o fixa. El mètode experimental el va portar a observar el Sol de forma directa, cosa que possiblement li va provocar la ceguesa absoluta anys més tard (1843). El 1840 se li diagnosticà una coriorretinitis bilateral que més tard va derivar en unes cataractes i posteriorment, entre 1843 i 1844, en una ceguesa. Tot i la ceguesa Plateau va rebre un enorme suport de família i col·legues, fet que li permetrà seguir amb la seva vida científica. La seva dona, Fanny Clavareau, li llegia cada dia cartes i publicacions i li feia de secretària. Es creu que també rebia ajuda de la seva germana Joséphine que col·laborava amb les respresentacions gràfiques i les il·lustracions. Entre els col·legues que el van ajudar amb la realització d'experiments es trobava el propi Quételet, i deixaven el plantejament analític dels problemes a Plateau, ocupant-se ells de la part més pràctica.
En un article de 1832 titulat Sur un nouveau genre d'illusions optiques, va descriure el fenaquistoscopi, antecedent del nostre cinema actual; per aquest motiu els premis cinematogràfics de Bèlgica porten el seu nom.
De 1830 a 1835 va donar classes al institut Gaggia de Brussel·les, mentre de nit treballava amb Quételet al Observatori astronòmic. El 1835 va ser nomenat professor adjunt de Física a la universitat de Gant, on va ser professor titular a partir de 1844 i fins a la seva jubilació.
En la dècada dels 40 es va començar a interessar per l'estudi de los forces moleculars, fet que el va portar al descobriment de la tensió superficial dels líquids. També va publicar alguna obra sobre magnetisme i sobre aritmètica.
Plateau va ser membre de l'Acadèmia de Ciències de Bèlgica, de la de França i de la Royal Society.

## Contribucions
Joseph Antoine Ferdinand Plateu va realitzar un seguit de contribucions al món de la ciència.
El 1829 publicà els seus primers estudis sobre els efectes de la persistència de les imatges a la retina.
Tres anys més tard, el 1832, construí un aparell que produïa la il·lusió de moviment i que anomenà Fenaquistoscopi. Constituïa el primer dispositiu capaç de crear la il·lusió d'una imatge en moviment a partir d'una seqüència d'imatges fixes.
Plateu, a més, també estudià el fenomen de la capil·lariat i la tensió superficial dels líquids.